# Franziska Stocker
Franziska Stocker (Bolzano, 16 dicembre 1997) è una hockeista su ghiaccio italiana.

## Carriera

### Club
Nata a Bolzano ma cresciuta nella vicina Laives, Franziska Stocker è cresciuta hockeisticamente nelle file del Südtiroler Sportverein Leifers-Laives.
Ha esordito nel massimo campionato italiano femminile di hockey su ghiaccio non ancora quindicenne, con la maglla delle EV Bozen Eagles. Durante questa sua prima esperienza con le bolzanine, durata tre stagioni, la squadra vinse tutti e tre gli scudetti e la Elite Women's Hockey League 2013-2014.
Nel mese di ottobre del 2015 si è trasferita per una stagione nel massimo campionato femminile finlandese, con la maglia del KJT Tuusula di Kerava.
Per la stagione 2016-2017 ha fatto ritorno in Italia per il diploma di scuola superiore, tornando anche a giocare per le Eagles, con le quali vinse il quarto scudetto personale e la seconda EWHL.
Nella stagione 2017-2018 ha giocato nella Svenska Damhockeyligan, il massimo campionato femminile svedese, con il Brynäs, ma anche questa seconda esperienza all'estero è durata una sola stagione: nell'estate del 2018 ha fatto nuovamente ritorno alle Eagles.
La terza esperienza all'estero è stata in Swiss Women's Hockey League A con le Lugano Ladies. Nella prima stagione la squadra è giunta terza in Coppa Svizzera, mentre il campionato venne cancellato a marzo per la pandemia di COVID-19. Nella seconda stagione le ticinesi vinsero il titolo nazionale, mentre la Coppa Svizzera (così come le serie inferiori) vennero cancellate, sempre a causa della pandemia.
Nella stagione 2021-2022 ha fatto per la quarta volta ritorno alle Eagles, con cui ha vinto già nella prima stagione il quinto scudetto personale. Venne confermata anche nella stagione successiva, ma durante il mercato di riparazione di gennaio lasciò le bolzanine per fare ritorno in Svezia, nella seconda serie, con la squadra femminile del Södertälje SK.
Terminata la stagione, ha fatto ritorno in Italia accasandosi alle Lakers.

### Nazionale
Con l'Italia under 18 ha preso parte a tre tornei di qualificazione alla prima divisione (2013, 2014 e 2015).
Ha esordito non ancora diciassettenne con la nazionale maggiore ai mondiali di seconda divisione - gruppo A giocati in casa, ad Asiago, e chiusi con la vittoria e la promozione in prima divisione - gruppo B. Da allora ha stabilmente fatto parte del gruppo, partecipando ai mondiali del 2015, 2016, 2017, 2018 (chiusi con la promozione in prima divisione - gruppo A), 2019 (con l'immediato ritorno in gruppo B), 2022, 2023, 2024 e 2025 (con il ritorno in gruppo A).
Ha inoltre preso parte alle qualificazioni olimpiche a Pyeongchang 2018 e Pechino 2022.

## Palmarès
- Campionato italiano femminile: 5

EV Bozen Eagles: 2012-2013, 2013-2014, 2014-2015, 2016-2017, 2021-2022
- Swiss Women's Hockey League A: 1

Lugano: 2020-2021
- EWHL: 2

EV Bozen Eagles: 2013-2014, 2016-2017